# Rindfleischetikettierungsüberwachungsaufgabenübertragungsgesetz

Rindfleischetikettierungsüberwachungsaufgabenübertragungsgesetz  (« loi sur le transfert des obligations de surveillance de l'étiquetage de la viande bovine », abrégé en RflEttÜAÜG ou RkReÜAÜG) est l'intitulé partiel d'un projet de loi débattu en 1999 au parlement du Land de Mecklembourg-Poméranie-Occidentale. Il s'agit du mot allemand le plus long qui ait été utilisé de manière officielle.

## Contexte
En 1999, Till Backhaus, ministre de l'Agriculture du Land de parlement du Land de Mecklembourg-Poméranie-Occidentale, est responsable d'un projet de loi intitulé Rinderkennzeichnungs- und Rindfleischetikettierungsüberwachungsaufgabenübertragungsgesetz. Face à des parlementaires hilares, il dut s'excuser pour une « longueur peut-être excessive ».
Ce mot est un exemple caricatural de la construction de mots composés de longueur arbitraire en allemand. Même à partir de celui-ci, on pourrait toujours construire des mots composés. Par exemple, certains opposants à la loi auraient pu se retrouver autour d'un RindFleischEtikettierungsÜberwachungsAufgabenÜbertragungsGesetzesGegnerStammTischAschenBecher (cendrier de la table d'habitués des opposants à la loi sur le transfert, etc., les mots élémentaires ont été ici marqués d'une majuscule pour plus de lisibilité, contrairement à l'usage allemand).  Il est toutefois possible d'éviter d'aussi longs composés en utilisant des compléments du nom : ainsi, la loi votée le 19 janvier 2000 s'intitule Gesetz zur Übertragung der Aufgaben für die Überwachung der Rinderkennzeichnung und Rindfleischetikettierung.
Pour critiquer ce mauvais style, ce substantif a été l'un des candidats de la Société pour la langue allemande dans la catégorie ironique du « mot de l'année ». Il ne fut toutefois pas choisi. Avec 63 lettres, il est le plus long mot allemand à figurer dans un document émanant d'un organe étatique et est donc qualifié de mot allemand officiel le plus long, bien qu'il ne figure pas dans un dictionnaire usuel.
En juin 2013, la Süddeutsche Zeitung a toutefois annoncé que par suite d'un changement de la loi, ce « mot monstrueux » allait tomber en désuétude, les tests de dépistage de l'ESB pour les bovins sains n'étant plus nécessaires dans l'Union européenne,.